# Olivancillaria auricularia
Olivancillaria auricularia is een slakkensoort uit de familie Olividae. De wetenschappelijke naam van de soort werd in 1811 voor het eerst geldig gepubliceerd door Jean-Baptiste de Lamarck.